# Amboim
Amboim è un municipio dell'Angola appartenente alla provincia di Cuanza Sud. Ha 192.560 abitanti (stima del 2006) ed una superficie di 1.730 km².